# Џон Браунинг
Џон Браунинг (енгл. John Moses Browning; Огден, 21. јануар 1855 — Лијеж, 26. новембар 1926) је био амерички конструктор стрељачког оружја. Године 1890. армија САД је усвојила Браунингов митраљез Колт који је радио на принципу искоришћења барутних гасова. Касније је усвојен аутоматски пиштољ његове конструкције, а 1917. водом хлађени митраљез калибра 7.62 mm (Браунинг М1917). 1918. је усвојена његова аутоматска пушка M1918 BAR. Његов тешки митраљез калибра 12.7 mm конструисан 1918. постаје стандардно оружје америчких тенкова и авиона у Другом свјетском рату и касније. Послије Првог свјетског рата је конструисао и аутоматски ПАВ топ 37 mm.